# 紅尾擬隆頭魚
紅尾擬隆頭魚，為輻鰭魚綱鱸形目隆頭魚亞目隆頭魚科的其中一種，分布於澳洲海域，棲息深度2-220公尺，體長可達20公分，棲息在礁石區，生活習性不明。

## 擴展閱讀
維基物種上的相關：紅尾擬隆頭魚